# Manuel Martínez Sospedra
Manuel Martínez Sospedra, né dans le quartier de Russafa, à Valence, en 1947, est un juriste et homme politique espagnol, député au Parlement valencien entre 1988 et 1991 et désigné sénateur en représentation de la Communauté valencienne  de la IIIe législature.

## Biographie
Il est diplômé en droit de l'université de Valence (UV), où il obtient ensuite un doctorat. Il a été professeur de droit constitutionnel à l'UV et à l'Université Cardenal Herrera CEU de Valence.
Politiquement, il milite dans le phalangisme dans sa jeunesse et est candidat aux élections générales espagnoles de 1977 pour les Circulos José Antonio. En 1984-1985, il est magistrat suppléant de la Chambre des contentieux du Tribunal supérieur de justice de la Communauté valencienne (es). Lors des élections autonomiques de 1987, il fait partie des listes du Centre démocratique et social. En 1988, il est nommé sénateur représentant le Parlement valencien. Il a été président de la Commission spéciale d'enquête et de recherche sur les problèmes liés à l'utilisation des automobiles et à la sécurité routière.
Membre du Comité national du CDS depuis 1991, il démissionne en 1993 en raison de désaccord avec la stratégie électorale, puis quitte le parti en 1994. Il poursuit sa carrière d'enseignant en tant que professeur de droit public à l'Université Cardinal Herrera de Valence. Il écrit également des articles d'opinion sur le droit constitutionnel dans le journal El País.

## Publications
- La constitución española de 1812: (el constitucionalismo liberal a principios del siglo XIX) (1978)
- Las Instituciones del gobierno constitucional: sistemas de gobierno y órganos constitucionales (1988)
- La inmunidad parlamentaria en derecho español (1996)